# 仮面ライダーSD 走れ! マイティライダーズ
『仮面ライダーSD 走れ! マイティライダーズ』（かめんライダーエスディ はしれマイティライダーズ）は、ユタカより1993年8月20日に発売されたゲームボーイ用レースゲーム。

## 概要
仮面ライダーシリーズの派生作品『仮面ライダーSD』のゲーム作品である。
バトルレースとバトルリレーの2種類のモードが存在する。

### バトルレース
5人のライバル（敵）と戦うモード。1位で勝利となり、2位以下は失格となる。選択するライダーやそのタイムなどで、ライダーの台詞が異なる。

### バトルリレー
3人のライダーを選び、リレー方式でゴールを目指すモード。選択するライダーやそのタイムなどで、ゴールで待つ立花藤兵衛の台詞や衣装が異なる。

## 登場キャラクター

### レース出場メンバー
- 仮面ライダー1号
- 仮面ライダー2号
- 仮面ライダーV3
- ライダーマン
- Xライダー
- 仮面ライダーアマゾン
- 仮面ライダーストロンガー
- 仮面ライダースーパー1
- 暗闇大使
- 仮面ライダーZX
- シャドームーン
- 仮面ライダーBLACK RX

### サポートメンバー
スカイライダー
ビデオカメラで立花藤兵衛を撮影する。
立花藤兵衛
ゴールでライダーたちを待つ。レース結果によってはかなり奇抜な格好をすることになる。